# Список умерших в 602 году

## Ноябрь
- 27 ноября:
  - Маврикий, последний византийский император (582—602) из династии Юстиниана;
  - Тиберий, сын и соправитель Маврикия;
  - Феодосий (19), сын и соправитель Маврикия.

## Дата смерти неизвестна или требует уточнения
- Ан-Нуман III, последний царь (малик) Лахмидов (580—602).
- Баян I, первый аварский каган (562—602), полулегендарный основатель Аварского каганата.
- Каллиник, экзарх Равенны (598—602).
- Коментиол, византийский полководец, стратиг.
- Пётр, брат императора Византии Маврикия.
- Уату мак Аэдо, король Коннахта (с 575).